# بخش مرکزی شهرستان نرماشیر
بخش مرکزی، یکی از بخش‌های شهرستان نرماشیر در استان کرمان ایران است. مرکز این بخش، شهر نرماشیر است.

## تقسیمات کشوری
- بخش مرکزی شهرستان نرماشیر
  - دهستان عزیزآباد
  - دهستان پشت‌رود

شهر: نرماشیر

## جمعیت
بر پایه سرشماری عمومی نفوس و مسکن در سال ۱۳۹۵، جمعیت بخش مرکزی شهرستان نرماشیر برابر با ۳۹٬۸۴۵ نفر بوده‌است.